# Ложкин, Денис Юрьевич
Дени́с Ю́рьевич Ло́жкин (род. 4 апреля 1972 года, Кирово-Чепецк, Кировская область, РСФСР, СССР) — российский  хоккеист, выступавший за тихоновские ЦСКА и ХК ЦСКА.

## Биография
Родился 4 апреля 1972 года в Кирово-Чепецке. Воспитанник ДЮСШ местного хоккейного клуба «Олимпия» (первый тренер Ю. В. Ложкин, его отец).
В составе советской юниорской сборной был серебряным призёром чемпионата Европы среди юниоров 1990 года.
С 1990 года играл в клубах высшей лиги чемпионата СССР — московском «Динамо», в команде минских одноклубников, в киевском «Соколе». В межнациональной лиге в сезоне 1992/1993 играл в ЦСКА. После раскола этой команды был приглашён Виктором Тихоновым в созданный им ХК ЦСКА, где играл в сезоне 1996/1997.
Много сезонов провёл в младших немецких хоккейных лигах. Несколько раз на протяжении карьеры возвращался в кирово-чепецкую «Олимпию», где после завершения игровой карьеры вошёл в состав тренерского штаба. Занимается подготовкой юношеских команд.

## Достижения
- Серебряный призёр чемпионата Европы среди юниоров 1990.